# Coleophora epijudaica
Coleophora epijudaica is een vlinder uit de familie kokermotten (Coleophoridae). De wetenschappelijke naam is voor het eerst geldig gepubliceerd in 1935 door Amsel.
De soort komt voor in Europa.